# Маринизъм
Маринизъм е форма на изобразително изкуство (тоест живопис, рисунка, щампа и скулптура), която изобразява или черпи основното си вдъхновение от морето в различните му състояния или от морски сцени и кораби. Популярен е в периода от 17 до 19 век. На практика терминът често обхваща изкуство, показващо корабоплаване по реки и устия, плажни сцени и цялото изкуство, показващо лодки, без никакво строго разграничение – по практически причини сюжети, които могат да бъдат изобразени от сушата, всъщност са силно изразени в жанра. 
Корабите и лодките присъстват в изкуството от край време, но маринизмът се превръща в отделен жанр едва към края на Средновековието, когато художниците започват да се специализират най-вече в „корабния портрет“ – вид творби, популярни и днес, които се концентрират върху изобразяването на отделен плавателен съд. Понеже пейзажната живопис се появява по времето на Ренесанса, морските пейзажи придобиват по-голямо значение, но изцяло морските пейзажи се появяват по-късно. Маринизмът, особено морската живопис, е сред основните жанрове по времето на Нидерландския златен век в изобразителното изкуство, по време на който се набляга на значението на морската търговия и военната мощ за Нидерландската република. Тогава се появяват първите маринисти, които рядко рисуват нещо различно. В това, както и в много други, специализираната и традиционна морска живопис до голяма степен продължава нидерландските конвенции и до днес. С Романтичното изкуство доста пейзажисти „отвоюват“ морето и крайбрежието от специалистите и за първи път са често срещани творбите без плавателни съдове.
По-известни маринисти са Ян и Юлиус Порцелис, Симон де Влигер, Клод Жозеф Верне, Джоузеф Търнър и Иван Айвазовски.
Представители на маринизма в България са художниците Александър Мутафов, Борис Стефчев, Виолета Масларова, Георги Баев, Марио Жеков, Ненко Токмакчиев, Яни Хрисопулос, Ангелина Недин и други.

## От древността до 1400 година
Плавателни съдове са изобразявани в изкуството от най-ранни времена. Най-ранните известни творби са петроглифите в Кобустанския резерват (Азербайджан), който тогава е бил на ръба на много по-голямото Каспийско море. Te датират от 12 000 г. пр. н.е. и на тях са показани тръстикови лодки. Скални резби и издълбани предмети, изобразяващи кораби, са открити на няколко острова в Егейско море (Андрос, Наксос, Сирос, Астипалая, Санторини), както и в Континентална Гърция (Авлис), датиращи от 4000 г. пр. н. е. нататък.
Хора и богове са изобразени на речни „баржи“ в древноегипетското изкуство; тези лодки са направени от папирусова тръстика, докато корабите на фараоните са най-често от кедрово дърво, като дългият 43,6 м и широк 5,9 м кораб Хуфу от ок. 2500 г. Стенописите с Нилски пейзажи в египетските гробници често показват сцени на лов от кораби в делтата на Нил, а погребалните дарове включват детайлни модели на лодки и техния екипаж с цел употребата им в отвъдното.  Централното култово изображение в египетските храмове обикновено е малка фигура на бога, носена на баржа.
Кораби понякога са изобразявани на древногръцките вази, особено когато са в контекста на някакво предание, а също и на монети и в друг контекст. Въпреки това не се наблюдава особен стремеж към изобразяване на морската среда, докато в египетските картини повърхността на водата може да е изобразена със серия успоредни вълнообразни линии. В древноримското изкуство, на основата на гръцките традиции, често се срещат пейзажи на земна повърхност отвъд езеро или залив с далечна суша на хоризонта. Водата е обикновено спокойна и обектите, потопени изцяло или частично в нея може да се видят в цял размер през водата. Пример за това е голямата Палестринска мозайка (1 век пр. Хр.).
От Късната античност до края на Средновековието морските обекти се изобразяват за целите на даден разказ, но не се обособяват в отделен жанр на запад. В азиатското изкуство с туш се рисува река с една или две малки лодки, които са стандартна част от пейзажа. Сред известните примери с морска тематика в средновековното изкуство са Гобленът от Байо от 11 век, изобразяващ Норманското нашествие в Англия. От 12 век нататък печатите на пристанищата често представляват „портрет на кораб“. Корабът служи за изобразяване на църквата, както например в изгубената творба на Джото „Navicella“, над входа на старата базилика „Св. Петър“ в Рим, но такива творби представляват сравнително малък интерес от чисто маринистична гледна точка.
- Одисей и Сирените. Детайл от червенофигурален стамнос, ок. 480 – 470 пр. Хр.
- Петроглиф в Кобустанския резерват, изобразяващ тръстикова лодка
- Египетски модел на кораб, 12-а династия, Аменемхет I
- Палестринска мозайка (1 век пр. Хр.)
- Норманското нашествие в Англия, Гоблен от Байо, 11 век
- Корабокрушението на Хю де Бовес от Матю Парис, 13 век, английска

## 15 век
Ясно очертана традиция започва да се възражда в ранното фламандско изкуство с две изгубени миниатюри в Торинско-миланския часослов (ок. 1420), чийто автор най-вероятно е Ян ван Ейк. Те представляват огромен скок в изобразяването на морето и атмосферните условия. За крайбрежната сцена „Молещият се на брега“ (или „Дюк Уилям Баварски на брега“, „Молещият се суверен“ и т.н.) Кенет Кларк казва: „Фигурите на преден план са в лимбургския рицарски стил; но морският бряг зад тях е изцяло чужд за възприятията на 15 век и няма да срещнем нищо подобно на него до плажните сцени на Якоб ван Ройсдал от средата на 17 век.“ Открива се и изцяло морски пейзажи като например „Пътуването на св. Юлиан и св. Марта“, но и двете страници изгарят в пожар през 1904 и са запазени единствено черно-бели фотографии. От останалата част от 15 век илюстрираните ръкописи са основното място за включване на морски сцени. Във Франция и Бургундия много артисти се усъвършенстват в изобразяването на море и кораби, използвани за представяне на воини, романси и дворцовия живот, както и на религиозни сцени. Сцени с малки лодки за екскурзии се включват понякога в часослови от художници като Саймън Бенинг.
През готическия период нефът (голяма златарска творба) във формата на кораб става много популярен сред по-заможните и се използва за съхраняване на прибори или подправки. Първоначално той представял само корпуса на кораба, но от 15 век започват да се добавят мачти, платна и дори екипаж. Когато до Европа достигат екзотичните наутилусови черупки, те започват да се използват за корпус на кораба, като например в нефът от Бъргли (ок. 1528). В по-долните социални класи интересът към морето се проявява в много ранни печати (отпечатъци от клише) на кораби. Най-ранните са от Майстор У с Ключа (анонимен холандски гравьор от 15 век), който създава няколко гравюри на кораби; за известно време такива „портрети на кораби“ са ограничени до печата и рисунката и обикновено изобразяват кораба без екипаж. Те изпреварват ниския хоризонт, който ще се появи в живописта едва през 17 век. Първият отпечатък на морска битка е огромната (540 на 800 мм) ксилография на битката при Пилос от 1499 между Османската империя и Венецианската република. Единственият оцелял отпечатък е получен чрез шаблон; повечето вероятно са поставяни на стени. Най-ранната картина, която е сравнима с нея и е оцеляла до днес, е нарисувана няколко десетилетя по-късно.
В същото време художниците се включват в развиването на западната картография. Според Маргарита Ръсел, една от дърворезбите на Ерхард Реуик от първия отпечатан пътепис (1486) изобразява самия него, докато се опитва да покаже разбиранията си за изкривяванията на Земята чрез кораб, който се вижда на хоризонта наполовина. Многото крайбрежни сцени от дърворезба в книгата са важни за развитието на този вид изобразяване. Плановете на градове от птичи поглед, често крайбрежни, които днес се смятат за картография, са дело на художници и на тях съвременниците им гледат и като на творба на изкуството.
Италианското ренесансово изкуство показва морски сцени, когато е необходимо, но с изключение на венецианеца Виторе Карпачо има малко артисти в този и следващия век, които изобразяват подобни сцени. Сцените на Карпачо показват венецианските канали или докове; има няколко пристигания от отплавания в неговата „Легенда за св. Урсула“. В немскоезичния свят „Чудотворният риболов“ (1444) на Конрад Виц е едновременно първият пейзаж, който представя разпознаваема провинциална област и първото атмосферно представяне на Женевското езеро.
- Св. Изабела Френска пристига в Харуич; миниатюра от Жан Фуке (1455 – 60)
- Джентиле да Фабриано, чудото на св. Николай
- Гравюра от Майстор У с Ключа
- Цветна дърворезба от битката при Пилос през 1499
- Нефът от Бъргли (1527 – 1528)

## 16 век
Нидерландската традиция на „световен пейзаж“ (панорамен поглед от много високи места), оглавявана от Йоахим Патинир през 20-те години на 15 век, започва отново да включва морската шир по начин сходен с този в класически картини, с които тези артисти не може да са били запознати. Тези картини са предимно пейзажи в одеждите на историческата живопис, с малки фигури, обикновено представящи религиозен сюжет. Така съществува силен морски елемент, когато пейзажната живпоси започва да се оформя като самостоятелен жанр. Протестантската реформация забранява в голяма степен употребата на религиозно изкуство и се насочва към развитието на други светски видове изкуство в протестантските страни, включително пейзаж и светски форми на историческа живопис, и двете от които включват и морски сцени. Много значима е творбата „Португалски караки на скалист бряг“ (787 на 1447 мм) на фламандски „последовател на Патинир“ от ок. 1540 г., която се слави като най-ранната известна изцяло маринистка картина". Вероятно изобразява срещата на две малки флоти за ескорта на португалска принцеса, която е на път за сватбата си; въпреки че по-често се изобразяват качване или пристигане, това е вид церемониална картина, който е доста разпространена в дворцовото изкуство до края на 17 век. Друг пример е картина от английската кралска колекция, показваща Хенри VIII, който отива да се срещне с Франсоа I; характерно е, че корабите са настрана и няма опит за издигане на гледната точка на по-високо ниво. Прекрасна цветна рисунка на Ханс Холбайн Младия на кораб, претъпкан с пияни картоиграчи, вероятно е направена в подготовката за стенопис в Лондон. Тук е възприета ниската гледна точка в изобразяването на кораба.
Питер Брьогел Стария е прочут с приноса си в развиването на жанровата живопис на селския живот, но той рисува и много морски сцени, включително „Пейзаж с падането на Икар“ (ок. 1568), който днес се смята за изгубен, а картината в Кралския музей на изящните изкуства в Белгия се смята за ранно копие на оригинала. Брьогел рисува и голямата „Морска битка в залива на Неапол“ (1560), която се намира в Галерия Дориа Памфили в Рим и малка, но драматична сцена с корабокрушение. По-голяма сцена „Буря“ във Виена, някога смятана за негова, днес се приписва на Йус де Момпер. Тези теми са продължени от последователите му, включително от сина му.
Изключително подробния и исторически полезен „Антъни рол“ е богато илюстриран ръкопис на инвентара на корабите в Кралската флота, изготвен за Хенри VIII през 40-те години на 16 век. Въпреки това той не е точен визуално, нито е завършен от художествена гледна точка. Както и във Франция, английските картини от 16 век на подробни кралски пътувания и подобни поводи са бланкетни. Най-търсени са нидерландските художници, което се доказва от отпечатъците от разгрома на Непобедимата армада през 1588 г. „Девата на навигаторите“ е испанска творба от 30-те години на века, в която присъстват група кораби на котва, вероятно в Новия свят, които са закриляни от Девата.
Маниеристите както в Италия, така и на север, започват да рисуват фантастични бури с гигантски вълни и небеса, изпълнени със светкавици, които не са били изобразявани преди, но ще идват на мода в различни периоди през следващите векове. С покачването на важността на морското военно дело в края на 16 век, нарастват и поръчките за картини, които го изобразяват. Тези картини стават ключови за маринизма до 20 век; те насочват жанра към историческата живопис и наблягат на точното и детайлно изобразяване на съдовете, а други тенденции го насочват към нарастване на илюзионните ефекти в изобразяването на морето и времето, подобно на пейзажите на земна повърхност. Много от художниците могат да рисуват и двата вида сюжети, но някои се специализират в един от тях. Независимо от всичко към този момент големи морски пейзажи без кораби са рядкост.

## Маринизмът по времето на Нидерландския златен век
Нидерландската република, която дължи на риболова и търговията по море изключителните си богатства, води морски войни с Британия и други държави през този период и е изпъстрена с реки и канали. През 1650 г., 95% от корабите, плаващи през Северно море в Балтийско са нидерландски. Картини с морски битки разказват историята на нидерландската флота на върха на славата ѝ. Поради това не е изненада, че маринизмът е особено популярен по времето на Нидерландския златен век в изобразителното изкуство и е доведен до нови висини от нидерландските художници. Както и в пейзажа, смяната на високата гледна точка в ранните картини с по-ниска е решаващата стъпка, направена от нидерландския маринист Хендрик Корнелис Врум.
Повечето дори и малките кораби плават под нидерландския трикольор и много съдове се идентифицират като военни или държавна. Голяма част от картините включват някаква суша (плаж или пристанище) или поглед над естуар. Други художници се специализират в речни сцени – от малките картини на Саломон ван Рейсдал с малки лодки и тръстикови брегове до големите италиански пейзажи на Алберт Кейп, където обикновено слънцето залязва над голяма река. Естествено жанрът споделя много общи неща със земните пейзажи и в развиването на изобразяването на небето двете движения си взаимодействат; много пейзажисти рисуват и плажни и речни сцени. Художниците често имат точни модели на кораби, за да им помагат в точното представяне на обекта. Голяма известност по това време придобиват Ян Порцелис, Симон де Влигер, Ян ван де Капеле и Хендрик Дубелс. Студиата на Вилем ван де Велде Стария и сина му са водещи в следващите десетилетия и започват тенденцията в началото на века да се включват в творбите предимствата на тоновете на платната от предходните десетилетия, където се набляга повече на водата и атмосферните условия. Младият ван де Велде е силно повлиян от учителя си Симон де Влигер. Старият ван де Велде посещава Англия през 60-те години, но двамата баща и син напускат Нидерландия за постоянно през 1672 г., когато се преместват в Лондон. Така водещ маринист в Амстердам става Лудолф Бакхуйзен. Рейниер Ноумс, който е работил като моряк и подписва творбите си с псевдонима Зееман (Zeeman – моряк), се специализира в много точни батални сцени и портрети на кораби, а проявява интерес и към ефектите на светлината и атмосферните условия. Именно неговия стил ще бъде пример за много от по-късните художници. Абрахам Строк и Ян Абрахамс Бейрстратен също са сред специалистите по батални сцени. Ноумс рисува и няколко картини, изобразяващи поддръжката на пристанището, което е необичайно за този период.
Традицията на маринизма преминава във Фламандската част на Нидерландия, но не е толкова изтънчена и отнема много време, докато се отърси от маниеристичния стил на корабокрушения сред фантастични вълни. Повечето картини са малки, за разлика от нидерландските, сред които има и големи, и малки. Водещ художник в този период е Бонавентура Петерс. Нидерландският стил е изнесен зад граница от различни художници, които емигрират, както и от чисто подражание от чужди творци. Водещи сред емигриралите маринисти са бащата и сина ван де Велде. След десетилетия прекарани в хроникиране на нидерландските морски победи над Англия, след колапса на художествения пазар в бедствената 1672 г., двамата приемат поканата на английския двор да се преместят в Лондон и прекарват живота си рисувайки войните от другата страна. Художник, за когото се твърди, че слабо следва техния стил е Исак Сайлмакер, въпреки че той емигрира много по-рано и стилът му се различава значително от техния. За техен последовател се смята и Питър Монами, чийто стил произхожда от много маринисти освен семейство ван де Велде.
Все повече маринизмът започва да се практикува от специалисти, с редки изключения като „Буря в Галилейско море“ (1633) на Рембранд, която е единственият му изцяло морски пейзаж. Антонис ван Дайк прави няколко хубави рисунки на английския бряг, докато чака кораба си за континента, но така и не рисува картина. На някои от картините на Рубенс се виждат море или кораби, но те са толкова екстравагантни и стилизирани, че трудно могат да се причислят към маринизма. Клод Лорен развива влиятелен стил в пристанищните сцени, обикновено с поглед навън към открито море с изгряващо или залязващо слънце и екстравагантни класически сгради от двете страни на канала. Това развива традиция в италиански пристанищни сцени от северни художници (италианските не проявяват особен интерес към подобни сцени), който датира от Паул Брил и е изключително популярна във Фландрия, благодарение на Бонавентура Петерс и Хендрик ван Мендерхоут и в Нидерландската република, благодарение на Ян Баптист Веникс.

## 18 век
18 век предоставя изобилие от военни действия за изобразяване, докато до 1759 г, Англия и Франция имат приблизително еднакъв брой победи за изобразяване. Има значителен брой завършени маринисти в различни държави, които продължават да развиват нидерландския стил от предходния век, понякога в сравнително бланкетни образци, но винаги с точно изобразяване на детайлите. За последното се настоява най-вече, когато картината се поръчва от капитани, собственици на кораби и други лица с познания по морско дело. Освен това голяма част от художниците имат собствен мореплавателен опит. Никълъс Покок например се издига до капитан на търговски кораб и се учи да рисува по време на плаване. Като официален морски художник на краля, той участва в Славния първи юни през 1794 (първият голям морски сблъсък между Англия и Франция по време на Революционните войни на Франция). Томас Бътърсуорт участва като моряк в няколко акции до 1800. Французинът Амброаз Луи Гарнери, който твори предимно през следващия век, е опитен моряк и точността на картините му с лов на китове е оценена от разказвача в „Моби Дик“, чийто автор Херман Мелвил е виждал само като отпечатъци. Пристанища в много европейски страни вече имат художници по доковете, които правят евтини корабни портрети, които обаче въпреки точността си са прекалено шаблонни.
Венецианците Каналето и Франческо Гуарди рисуват ведути, в които каналите, гондолите и други малки съдове често изпъкват; много от по-късните творби на Гуарди почти не включват суша, а картините на Каналето от периода му в Англия също представят най-вече реки и лодки. Морските пейзажи и на двамата боравят с водата и светлината по невероятен начин, но са с различно преобладаващо настроение. Светът на Каналето е винаги светъл и слънчев, а на Гуарди често е облачен, дори мъглив и мрачен.
Военноморските кадети вече са окуражени да учат рисуване, тъй като се очаква новите крайбрежни карти да се завършват от „крайбрежни профили“. Сред тези кадри е Джон Томас Сирис, който публикува „Liber Nauticus“ и „Ръководство в изкуството на морските рисунки“. Професионалните художници често са изпращани на изследователски плавания, като например Уилям Ходжис, който плава заедно с Джеймс Кук по време на второто му пътешествие в Тихия океан. Така екзотичните крайбрежни сцени стават популярни и като картини и като отпечатъци. Вторите са изключетелно важен приход за някои художници като Клод Жозеф Верне, който възражда духа на манеристичните бури и в същото време гледа към романтизма. Той е нает от френското правителство за поредица от пейзажи на френските пристанища, а резултатът е, както в много от картините му с търговски кораби, множество стихийни картини. Друг от ранните романтици е Филип Якоб де Лютербург, който прекарва по-голямата част от кариерата си в Англия, където по държавна поръчка създава поредица картини, представящи военноморски победи. „Уотсън и акулата“ е известен маринистичен сюжет от 1778 г. от Джон Копли.

## От романтизма до днес
През романтизма маринизмът се връща в мейнстрийм, въпреки че много маринисти продължават да развиват „корабните потрети“. Антони Ру и синовете му доминират в маринизма в Марсилия през 19 век с техните детайлни корабни потрети и картини, представящи морския живот. Може да се каже, че най-великата икона на романтичното изкуство е „Потъването на Медуза“ (1819) на Теодор Жерико, както и морските картини на Джоузеф Търнър. Докато „Потъването на Медуза“ се причислява към историческата живопис, творбите на Търнър, дори когато представят исторически обект, са в основата си пейзажи. Неговата „Битката при Трафалгар“ (1824) е критикувана за неточността си, а в най-добрите си последни картини Търнър дори не се стреми към точно изобразяване на детайла и често имат дълги заглавия, обясняващи това, което може да изглежда и като неразгадаема смесица от „сапунена пяна и вар“ както пише сп. Атанеум за „Снежна буря – параход излиза от пристанището и дава сигнали в сенчестата вода, плавайки след водача. Авторът е бил в тази буря в нощта, когато Ариел напуска Харуич през 1842“.
Новата сила в изкуството – Дания представя силни крайбрежни сцени, в които се набляга на тихите води и златната светлина. Това повлиява германеца Каспар Давид Фридрих, който добавя елемент на романтичен мистицизъм, като например в „Етапите на живота“ (1835); неговата картина „Море от лед“ е по-нетипична и представя полярно корабокрушение. Иван Айвазовски развива баталните сцени, корабокрушенията и бурите в традициите на руския романтизъм, като например в „Деветият вал“ (1850). Реки, пристанища и крайбрежни сцени, обикновено само малки лодки са често срещани в картините на Коро и на Барбизонската школа, най-вече в творчеството на Добини. Много от най-известните творби на един от най-значимите руски пейзажисти Исак Левитан представят спокойни езера и големите руски реки, които той и много други руски художници (тъй наречените Передвижници) превръщат в обект на национална гордост. Гюстав Курбе рисува много плажни сцени със скали и поглед към морето и вълните, обикновено без човешки фигури. През 60-те години на 19. век Мане рисува много картини, изобразяващи важни и актуални събития, сред които е и „морската“ му картини „Битката на Карсарж и Алабама“ (1864).
Корабният портрет е пренесен в Америка от много емигранти, но най-вече от англичани като Джеймс Бътърсуорт и Робърт Салмън. Луминистът Фиц Хенри Лейн е първият, които развива американски стилове, основани на пейзажа; той рисува малки лодки, привързани в спокойни малки заливи. Мартин Джонсън Хийд, който е член на Хъдсън ривър, рисува както спокойни сцени, така и заплашителни и мрачни бури. Уинслоу Хоумър, които в края на века се специализира в морските сцени с малки лодки, често ги изобразява и сред силни вълни в открито море, като например в „Гълфстрийм“. Томас Икинс често рисува речни сцени, сред които е и „Макс Шмит в скиф“ (1871).
По-късно през 19 век, когато на брега започва да се гледа все повече като на място за развлечения, а не за работа, плажните сцени и крайбрежните пейзажи без кораби изпъкват. Те често включват скали и скални образувания, които преди били включвани най-вече в сцени с корабокрушения. Много от последващите плажни сцени стават все по-претъпкани с хора, тъй като летовниците превземат европейските плажове. Импресионистите рисуват много плажни сцени, скали и реки. Особено Клод Моне, който често се обръща към темите на Курбе, като например в „Бурно море край Етрета“. Прочутата „Импресия, Изгряващо слънце“ (1872), дала името на движението, представлява поглед над водите на пристанището в Хавър. Речните сцени са много популярни сред импресионистите, най-вече при Моне и Алфред Сисле.
Испанецът Хоакин Сорола рисува много плажни сцени, в които фокусът е обикновено върху няколко фигури изведени на преден план като контраст на по-малките фигури на фона. Сред американските художници, рисували плажове и брегове обикновено с малко хора, са Джон Фредерик Кенсет, Уилям Мерит Чейс, Джонас Лий и Джеймс Уислър. Последният рисува най-вече реките и каналите на Венеция. В края на 19 век американецът Албърт Пинкъм Райдър създава мрачни визионерски ранно модернистични морски пейзажи. Фовистите и поанталистите включват спокойни води в голям брой от творбите си, като пример за това са ранните картини на Едвард Мунк. В Англия трябва да се отбележат Нюлинската школа и Алфред Уолис.
Традиционният британски маринист сър Норман Уилкинсън измисля по време на Първата световна война камуфлаж, чрез който корабите се боядисват в определени шаблони. Така се постига резултат, подобен на Вортицизма. Когато американският флот решава да приложи същата техника през 1918 г, дизайнът е възложен на Фредерик Джън Уоу.
И до днес има художници, които специализират в корабните портрети, като например Монтаг Даусън. Като много други и той открива, че произведенията изобразяващи традиционни плавателни съдове са по-търсени от тези, изобразяващи модерни такива. Дори картината на Търнър „Темерер на буксир към последния пристан“ (1839) показва носталгия по ерата на платноходите. Морската тема все още привлича много от мейнстрийм артистите и по-популярни форми на маринизма имат голям успех. Това личи от успеха на пародийните поредици на Виталий Комар и Александър Меламид, наречени „Най-желаната картина на Америка“, с варианти на и други страни, като почти всички включват езерна сцена.

### Галерия от 19 век
- „Кеят на Кале“ (1803), Джоузеф Търнър
- „Монахът край морето“ (1809), Каспар Давид Фридрих
- „Влизане в Копенхаген“ (1830), Юхан Дал
- „Етапите на живота“ (1835), Каспар Давид Фридрих
- „Поглед над езерото Сортедам“ (1838), Кристен Кьобке
- „Деветият вал“ (1850), Иван Айвазовски
- „Битката при Атон“ (1853), Алексей Боголюбов
- „Пристанище Салем“ (1853), Фиц Хенри Лейн
- „Битката при Синопски на 18 ноември 1853 (нощта след битката)“ (1853), Иван Айвазовски
- „Исус при Галилейско море“ (1854), Йожен Дьолакроа
- „Битката на Карсарж и Алабама“ (1864), Едуар Мане
- „Хармония в синьо и сребърно: Турвил“ (1865), Джеймс Уислър
- „Ниагарският водопад (американската страна)“ (1867), Фредерик Едуин Чърч
- „Вълните“ (1869), Гюстав Курбе
- „Заливът на Сан Франциско“ (1871 – 73), Алберт Бийрщат
- „Макс Шмит в скиф“ (1871), Томас Икинс
- „Плаване във фиордите на Осло“ (1872), Ханс Гуде
- „Зелез в морето“ (1879), Пиер-Огюст Реноар
- „Скалите край Етрета“ (1885), Клод Моне
- „Кораби край Хавър“ (1887), Йожен Боден
- „Слънчева светлина на брега“ (1890), Уинслоу Хоумър
- "Бригантината „Меркурий“, атакувана от два турски кораба" (1892), Иван Айвазовски
- „Отражения“ (1893 – 94), Джон Хенри Туочман
- „Сена при Порт-Виле“ (1894), Клод Моне

### 20th century gallery
- „Езеро. Русия“ (1900), Исак Левитан
- „Брегът“ (ок. 1900), Леон Дабо
- „Августов следобед, Апълдор“ (1900), Чайлд Хасам
- „Утро, зимна светлина, лед, Понт-Ньоф, Сена, Лувърът, зимно слънце“ (ок. 1901), Камий Писаро
- „Лятна буря“ (1904), Уинслоу Хоумър
- „Антиб, кулите“ (1911), Пол Синяк
- „Западен вятър“ (1913), Джордж Белоус
- „Четиримачтова барка“ (1914), Хенри Скот Тюк
- „Следата от Лузитания. Поглед към жертвите и оцелелите във водата и в спасителните лодки“ (1915), Уилям Лайнъл Уайли
- „На пустинен, окъпан от вълните бряг...“ (1916), Александър Беноа
- „Битката на Карсарж и Алабама“ (1922), Ксант Ръсел Смит